# Jake Guentzel
Jake Guentzel (né le 6 octobre 1994 à Omaha dans l'État du Nebraska aux États-Unis) est un joueur professionnel américain de hockey sur glace. Il évolue au poste d'attaquant. Il grave son nom sur la Coupe Stanley en 2017 avec les Penguins de Pittsburgh. 

## Biographie

### Carrière universitaire
Après avoir évolué dans l'USHL pour les Musketeers de Sioux City, il est repêché par les Penguins de Pittsburgh au 77e rang lors du troisième tour du repêchage d'entrée dans la LNH 2013. Il décide par la suite d'entreprendre des études universitaires à l'Université du Nebraska à Omaha et joue pour l'équipe de hockey des Mavericks.  

### Carrière professionnelle

#### Penguins de Pittsburgh
Il devient professionnel vers la fin de la saison 2015-2016 en jouant dans la LAH pour les Penguins de Wilkes-Barre/Scranton, équipe affiliée avec Pittsburgh. 
Le 23 mai 2016, il signe son contrat d'entrée dans la LNH avec 925 000 $ en poche pour ses trois premières saisons.  
La saison suivante, il joue son premier match dans la LNH avec les Penguins (de Pittsburgh) le 21 novembre 2016 contre les Rangers de New York et marque deux buts durant cette partie. Il joue 40 parties avec Pittsburgh durant cette saison et réalise 33 points, dont 16 buts. Le 16 avril 2017, il marque son premier tour du chapeau en carrière et son premier en séries éliminatoires dans une victoire de 5-4 face au Blue Jackets de Columbus.
Le 22 avril 2018, il marque son deuxième tour du chapeau en séries éliminatoires dans une victoire de 8-5 face aux Flyers de Philadelphie.
Le 24 novembre 2018, il marque son premier tour du chapeau en saison régulière face au Blue Jackets de Columbus dans une victoire de 4-2. Le 27 décembre 2018, il signe une extension de contrat avec les Penguins de 5 ans et d'une valeur totale de 30 000 000 $. Le 11 janvier 2019, il réalise son quatrième tour du chapeau en carrière dans une victoire de 7-4, face au Ducks d'Anaheim. C'était aussi son deuxième tour du chapeau de la saison.
Le 24 janvier 2021, il marque son 100e but en carrière dans une victoire de 3-2 face aux Rangers de New York. Le 11 avril 2021, il enregistre son 5e tour du chapeau en carrière dans une victoire de 5-2 face au Devils du New Jersey.

## Statistiques

### En club
| Saison     | Équipe                            | Ligue      |     | Saison régulière | Saison régulière | Saison régulière | Saison régulière | Saison régulière |    | Séries éliminatoires | Séries éliminatoires | Séries éliminatoires | Séries éliminatoires | Séries éliminatoires |
| Saison     | Équipe                            | Ligue      | PJ  | B                | A                | Pts              | Pun              | PJ               | B  | A                    | Pts                  | Pun                  |                      |                      |
| 2012-2013  | Musketeers de Sioux City          | USHL       | 60  | 29               | 44               | 73               | 24               | -                | -  | -                    | -                    | -                    |                      |                      |
| 2013-2014  | Université du Nebraska à Omaha    | NCHC       | 37  | 7                | 27               | 34               | 16               | -                | -  | -                    | -                    | -                    |                      |                      |
| 2014-2015  | Université du Nebraska à Omaha    | NCHC       | 36  | 14               | 25               | 39               | 34               | -                | -  | -                    | -                    | -                    |                      |                      |
| 2015-2016  | Université du Nebraska à Omaha    | NCHC       | 35  | 19               | 27               | 46               | 20               | -                | -  | -                    | -                    | -                    |                      |                      |
| 2015-2016  | Penguins de Wilkes-Barre/Scranton | LAH        | 11  | 2                | 4                | 6                | 0                | 10               | 5  | 9                    | 14                   | 0                    |                      |                      |
| 2016-2017  | Penguins de Wilkes-Barre/Scranton | LAH        | 33  | 21               | 21               | 42               | 12               | -                | -  | -                    | -                    | -                    |                      |                      |
| 2016-2017  | Penguins de Pittsburgh            | LNH        | 40  | 16               | 17               | 33               | 10               | 25               | 13 | 8                    | 21                   | 10                   |                      |                      |
| 2017-2018  | Penguins de Pittsburgh            | LNH        | 82  | 22               | 26               | 48               | 42               | 12               | 10 | 11                   | 21                   | 8                    |                      |                      |
| 2018-2019  | Penguins de Pittsburgh            | LNH        | 82  | 40               | 36               | 76               | 26               | 4                | 1  | 0                    | 1                    | 0                    |                      |                      |
| 2019-2020  | Penguins de Pittsburgh            | LNH        | 39  | 20               | 23               | 43               | 14               | 4                | 1  | 2                    | 3                    | 0                    |                      |                      |
| 2020-2021  | Penguins de Pittsburgh            | LNH        | 56  | 23               | 34               | 57               | 28               | 6                | 1  | 1                    | 2                    | 6                    |                      |                      |
| 2021-2022  | Penguins de Pittsburgh            | LNH        | 76  | 40               | 44               | 84               | 44               | 7                | 8  | 2                    | 10                   | 2                    |                      |                      |
| 2022-2023  | Penguins de Pittsburgh            | LNH        | 78  | 36               | 37               | 73               | 46               | -                | -  | -                    | -                    | -                    |                      |                      |
| 2023-2024  | Penguins de Pittsburgh            | LNH        | 50  | 22               | 30               | 52               | 14               | -                | -  | -                    | -                    | -                    |                      |                      |
| 2023-2024  | Hurricanes de la Caroline         | LNH        | 17  | 8                | 17               | 25               | 8                | 11               | 4  | 5                    | 9                    | 16                   |                      |                      |
| Totaux LNH | Totaux LNH                        | Totaux LNH | 520 | 227              | 264              | 491              | 232              | 69               | 38 | 29                   | 67                   | 42                   |                      |                      |

### En équipe nationale
| Année | Équipe     | Compétition                 |   | PJ | B | A | Pts | Pun | +/-        |  | Résultat |
| 2025  | États-Unis | Confrontation des 4 nations | 4 | 3  | 1 | 4 | 2   | +2  | Finalistes |  |          |

## Trophées et honneurs personnels
- 2012-2013 :
  - nommé dans la deuxième équipe d'étoiles de l'USHL
  - nommé dans l'équipe des recrues de l'USHL
  - nommé meilleure recrue de l'USHL
- 2013-2014 : nommé dans l'équipe des recrues de la NCHC
- 2015-2016 : nommé dans la deuxième équipe d'étoiles de la NCHC

### Ligue américaine de hockey
- 2016-2017 : nommé dans l'équipe des recrues de la LAH

### Ligue nationale de hockey
- 2016-2017 : champion de la Coupe Stanley avec les Penguins de Pittsburgh
- 2019-2020 : invité au 65e Match des étoiles de la LNH mais n'y participe pas en raison d'une blessure (1)
- 2021-2022 : participe au 66e Match des étoiles de la LNH (2)